# Anna Valkenborg
Anna Valkenborg (Hasselt, 4 januari 1998) is een Belgisch volleybalster. Ze speelt als libero.

## Levensloop
Valkenborg groeide op in Baal. Haar middelbaar voltooide ze aan de Topsportschool te Vilvoorde, vervolgens sloot ze aan bij Datovoc Tongeren. In seizoen 2019-'20 maakte ze de overstap naar Asterix Avo Beveren. Met deze club werd ze tweemaal landskampioen (2020 en 2021) en behaalde ze eenmaal de Beker van België (2021). Ook won ze met Asterix in seizoen 2019-'20 de Supercup. Sinds 2021-'22 komt Valkenborg uit voor Volley Haasrode Leuven.
In 2014 speelde Valkenborg mee op het Europees Kampioenschap Volley Dames U19. In 2015 nam ze met de nationale juniorenploeg deel aan het FIVB wereldkampioenschappen volleybal meisjes U18. In 2018 debuteerde Valkenborg vervolgens in de Belgische nationale ploeg tijdens de FIVB Nations League vrouwen 2018 en FIVB Nations League vrouwen 2019. In 2019 streed ze ook mee voor de kwalificatie voor de Olympische Zomerspelen van 2020 die ze evenwel begin 2020 definitief misliepen.
Valkenborg studeerde rechten aan de UHasselt en de KU Leuven, alwaar ze in 2022 afstudeerde. Vervolgens ging ze aan de slag als advocate aan de balie van Brussel.
Haar vader (Guy Valkenborg) was eveneens actief in het volleybal.